# BIOS

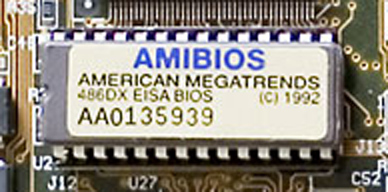
Мікросхема ПТЧ (ROM) на системній платі, в якій розміщується BIOS

BIOS (англ. Basic Input/Output System — базова система введення/виведення) у IBM PC-сумісних комп'ютерах — тип firmware, що зберігається у постійній пам'яті і виконує початкову ініціалізацію машини після її увімкнення, а також надає спеціальні точки входу для сервісних процедур, що можуть використовуватися операційною системою. Фізично код BIOS записаний у мікросхемах постійної або флеш-пам'яті, розташованих на системній платі комп'ютера. Назва походить від частини операційної системи CP/M
Перші BIOS для комп'ютерів IBM PC були пропрієтарним програмним забезпеченням, однак стороннім компаніям вдалося розробити власні версії, частково шляхом зворотної розробки. Інтерфейс програм оригінальної BIOS довгий час залишався стандартом де-факто.
У сучасних комп'ютерах BIOS виконує ініціалізацію і тестування апаратних компонентів, і виконує початкове завантаження операційної системи шляхом читання і запуску програми-завантажника з носія інформації (наприклад, жорсткого диска). BIOS відігравала важливу роль у еру MS-DOS, забезпечуючи більш-менш стандартизований шар апаратних абстракцій для пристроїв введення-виведення типу клавіатури, відеоконтролера та інших. Інтерфейси BIOS могли бути викликані і безпосередньо з програми користувача. Сучасні операційні системи, як правило, не звертаються до BIOS після завантаження, натомість реалізуючи роботу з пристроями напряму.
Більшість реалізацій BIOS проєктуються і кодуються для роботи з однією специфічною версією чипсета або материнської плати. Використання флеш-пам'яті дозволяє оновлення версії BIOS без використання програматора, але водночас створює потенційну проблему повної втрати працездатності машини у випадку, якщо процес запису не завершився успішно, або якщо такі дії зі знищення інформації у флеш-пам'яті було проведено зумисно (наприклад, вірусом).
Стандарт UEFI (Unified Extensible Firmware Interface) є наступником BIOS, спрямованим на усунення її технічних і архітектурних недоліків.

## Історія
Термін BIOS (Basic Input/Output System) вперше вжив Гері Кілдалл у 1975-му році, як компонент операційної системи CP/M.
Термін позначав машинозалежну частину CP/M, завантажену у пам'ять на самому початку, що забезпечувала прямий інтерфейс з апаратним забезпеченням мікрокомп'ютера (машини для CP/M зазвичай мали лише мінімальний дисковий завантажник, записаний у постійній пам'яті).
Операційні системи MS-DOS, PC DOS і DR-DOS мають системний файл, названий "IO.SYS", "IBMBIO.COM", "IBMBIO.SYS", або "DRBIOS.SYS"; такий файл є так званою "DOS BIOS" (або "DOS I/O System") і містить низькорівневі модулі операційної системи, що надають доступ до обладнання. В сукупності з "System BIOS" (що також залежить від апаратури, але не залежить від ОС, і розташовується у ПЗП), дані компоненти являють собою аналогію BIOS у CP/M.
У комп'ютерах IBM PS/2 «системний BIOS» було розділено на частини, що працюють у реальному і захищеному режимах процесора. Перша призначалася для зворотної сумісності з системами типу DOS (тому називалась «Compatibility BIOS, CBIOS»), а друга — Advanced BIOS, або ABIOS — забезпечувала повністю нові інтерфейси захищеного режиму процесора 80286 і призначалася для операційних систем типу OS/2.

## Розробники BIOS
Станом на 2023 рік головними розробниками BIOS для системних плат x86-сумісних процесорів є Phoenix Technologies та American Megatrends.
У 1990-х та частково у 2000-х роках поширеною була також Award BIOS; розробника цього продукту — фірму Award Software — 1998-го року придбала компанія Phoenix Technologies.
В 1991 році співробітники, що покинули Phoenix Technologies, заснували нову компанію, що мала на меті розробку BIOS для мобільних платформ. Вона отримала назву SystemSoft Corporation. Після низки змін власників до сьогодні дійшла компанія Insyde Software, що пропонує здебільшого для ноутбуків та кишенькових комп'ютерів InsydeBIOS.
Існують проекти, що націлені на створення вільного BIOS, наприклад coreboot (раніше відомий як LinuxBIOS).
У 80-х — 90-x роках 20-го століття BIOS розробляли й інші фірми (наприклад, AST, BIOSTAR, COMPAQ, C&T, DTK, Philips, Quadtel)

## Принцип та стадії роботи BIOS

### Старт BIOS
Одразу після подачі живлення системний контролер починає генерувати тактові імпульси і подає сигнал RESET (скидання) на усі компоненти системи. Центральний процесор комп'ютера починає виконувати програму BIOS, яка міститься у відповідній мікросхемі. Власне, ця стадія стосується лише частини BIOS, що відповідає за первинне завантаження і називається Boot-блок. Програма завантажувального блоку обчислює контрольні суми усього вмісту BIOS і у випадку їх невідповідності (зазвичай при пошкодженні програмного коду BIOS) припиняє виконання штатного коду і видає сигнал помилки (звуковий сигнал).

### Відновлення BIOS
При негараздах BIOS, що можуть виникнути в результаті яких-небудь дій користувача або збою апаратури, управління передається спеціальній процедурі, на яку покладено функцію відновлення — Crisis Recovery. Ця процедура покликана в аварійному порядку прочитати з дискети, інколи навіть з жорсткого диска, файл BIOS, а потім записати його в мікросхему замість пошкодженого коду, тим самим відновивши працездатність системної плати.

### Початкова стадія
На цьому етапі виконується початкове тестування всіх вузлів та компонентів комп'ютера, яке називається POST (англ. Power-On Self Test — самотестування після подачі живлення). Окрім цього, метою процедури POST є обчислення обсягу оперативної пам'яті, пошук та ініціалізація відео-системи, послідовних та паралельних портів, накопичувачів на гнучких та жорстких дисках, додаткових пристроїв, що підключені до шин PCI та USB тощо.
Етапи ініціалізації та перевірки працездатності відстежуються засобами діагностики BIOS. Для цього процедури POST при переході від одного до іншого пристрою щоразу посилають у діагностичний порт (Manufacturing Test Port) спеціальні сигнали, що називаються POST-кодами. Деякі з них дублюються відповідними звуковими сигналами. В разі, коли виникають помилки, завантаження комп'ютера може припинитися до усунення несправності чи реакції з боку користувача. Про характер несправності можна зробити висновки, судячи з останнього POST-коду або звукового сигналу.
У своїй роботі процедури POST керуються налаштуванням BIOS, читаючи їх із CMOS-пам'яті — особливого різновиду пам'яті, призначеного для зберігання апаратної конфігурації комп'ютера. Крім того, тут також знаходяться всі налаштування BIOS, які може змінювати користувач — характеристики оперативної пам'яті (таймінги), частота роботи процесора, параметри жорсткого диска тощо.

### Фінальна стадія
Фінальна стадія завершується завантаженням операційної системи. Керування передається програмі, що знаходиться у Boot-секторі (завантажувальному секторі) дискети, жорсткого диска, компакт-диска) або віддаленого носія, вказаного по мережі. Здійснюється перехід (jmp) на першу інструкцію завантаженого сектора, і далі керування беруть на себе механізми ініціалізації операційної системи.